# Chemin de Tournefeuille
Le chemin de Tournefeuille est une voie de Toulouse, chef-lieu de la région Occitanie, dans le Midi de la France.

## Situation et accès

### Description
Le chemin de Tournefeuille est une voie publique. Il traverse les quartiers de Lardenne et de Saint-Martin-du-Touch. Il correspond à l'ancien chemin vicinal 15, qui allait du village de Saint-Martin-du-Touch au grand-chemin de Tournefeuille (actuelle avenue de Lardenne).
La chaussée compte une voie de circulation automobile dans chaque sens. Il appartient à une zone 30 et la vitesse y est limitée à 30 km/h. Il n'existe pas d'aménagement cyclable.

### Voies rencontrées
Le chemin de Tournefeuille rencontre les voies suivantes, dans l'ordre des numéros croissants (« g » indique que la rue se situe à gauche, « d » à droite) :
1. Chemin de l'Armurié - Colomiers (g)
2. Chemin du Touch (d)
3. Rue Mary-Ellis (d)
4. Petit-chemin de Tournefeuille - Colomiers (g)
5. Avenue Saint-Franier - Colomiers (g)
6. Rue Mary-Ellis (d)
7. Rue André-Turcat (g)
8. Impasse Michel-Lesbre (d)
9. Rue Gilbert-Defer (g)
10. Rue André-Turcat (g)
11. Rue Camille-Claudel (d)
12. Rue Marie-Louise-Dissard (g)
13. Allée Angélique-d'Hannetaire (d)
14. Rue Berthy-Albrecht (g)
15. Rue Pierre-Daguin (g)
16. Rue Dominique-Clos (g)
17. Chemin de la Bouriette (g)
18. Place Paul-Bertier (g)
19. Route de Bayonne

### Transports

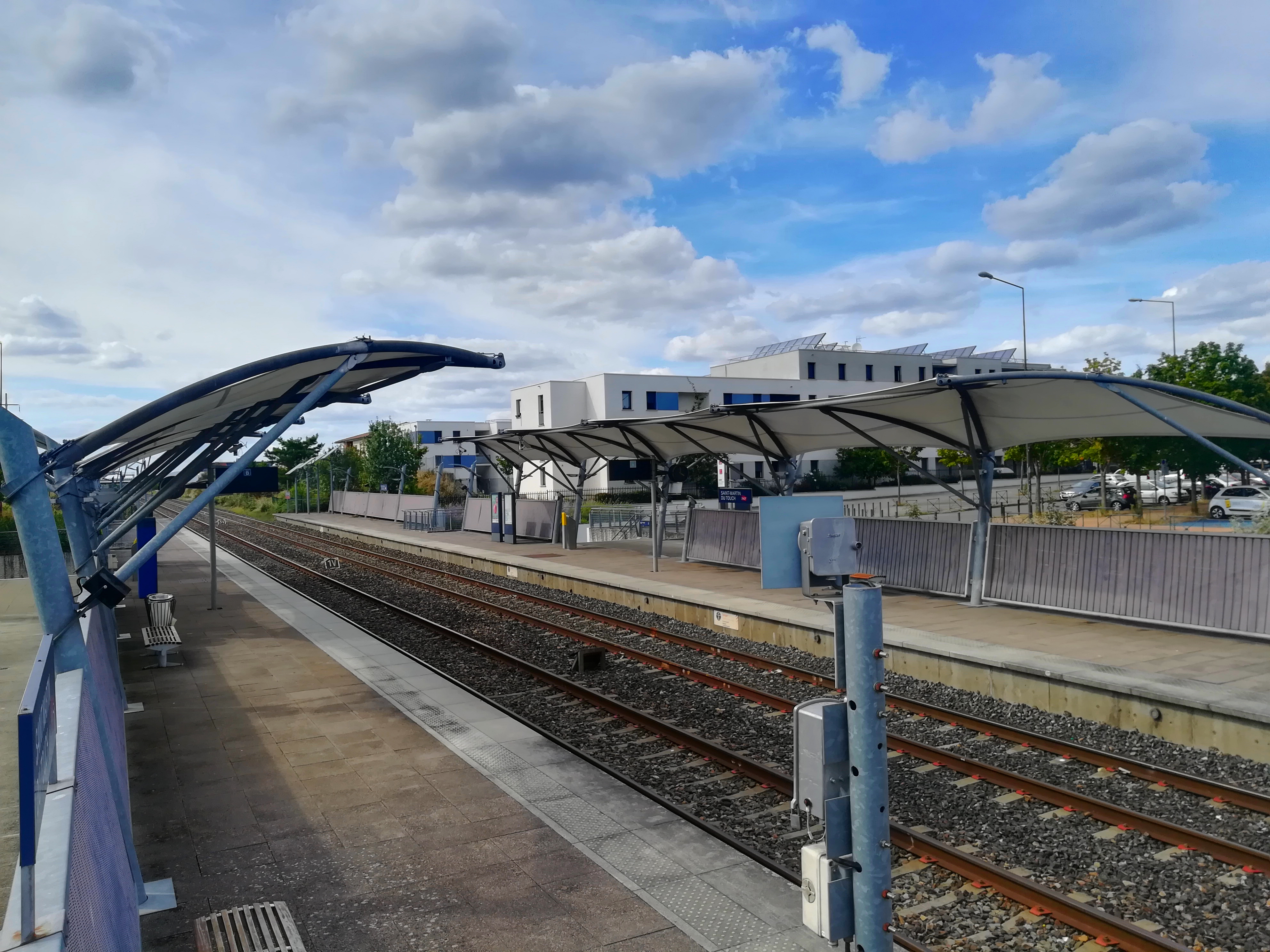
Les quais de la gare de Saint-Martin-du-Touch.

Le chemin de Tournefeuille n'est pas directement desservi par les transports en commun Tisséo. Il débouche cependant, au nord, sur la route de Bayonne, parcourue par les lignes de Linéo L2 et de bus 63. Au sud, le long de l'avenue de Lardenne se trouvent les arrêts de la ligne de Linéo L3 et, le long de l'avenue Fabre-d'Églantine et du chemin des Ramassiers, à Colomiers, les arrêts de la ligne de bus 25.
De plus, le chemin de Tournefeuille abrite la gare de Saint-Martin-du-Touch, sur la ligne de Toulouse à Auch, mise en service en 2003 par la Société nationale des chemins de fer français (SNCF). Elle se situe entre les gares de Lardenne et des Ramassiers. Son aménagement correspond à la volonté de développer le trafic de l'ancienne ligne C du réseau des transports en commun, devenue ligne Arènes - Colomiers.
Enfin, plusieurs stations de vélos en libre-service VélôToulouse existent à proximité du chemin de Tournefeuille : les stations no 333 (chemin de Tournefeuille/impasse Michel-Lesbre), no 395 (1 rue René-Sentenac), no 399 (212 chemin de Tournefeuille) et no 400 (4 rue Marie-Louise-Dissard).

## Odonymie

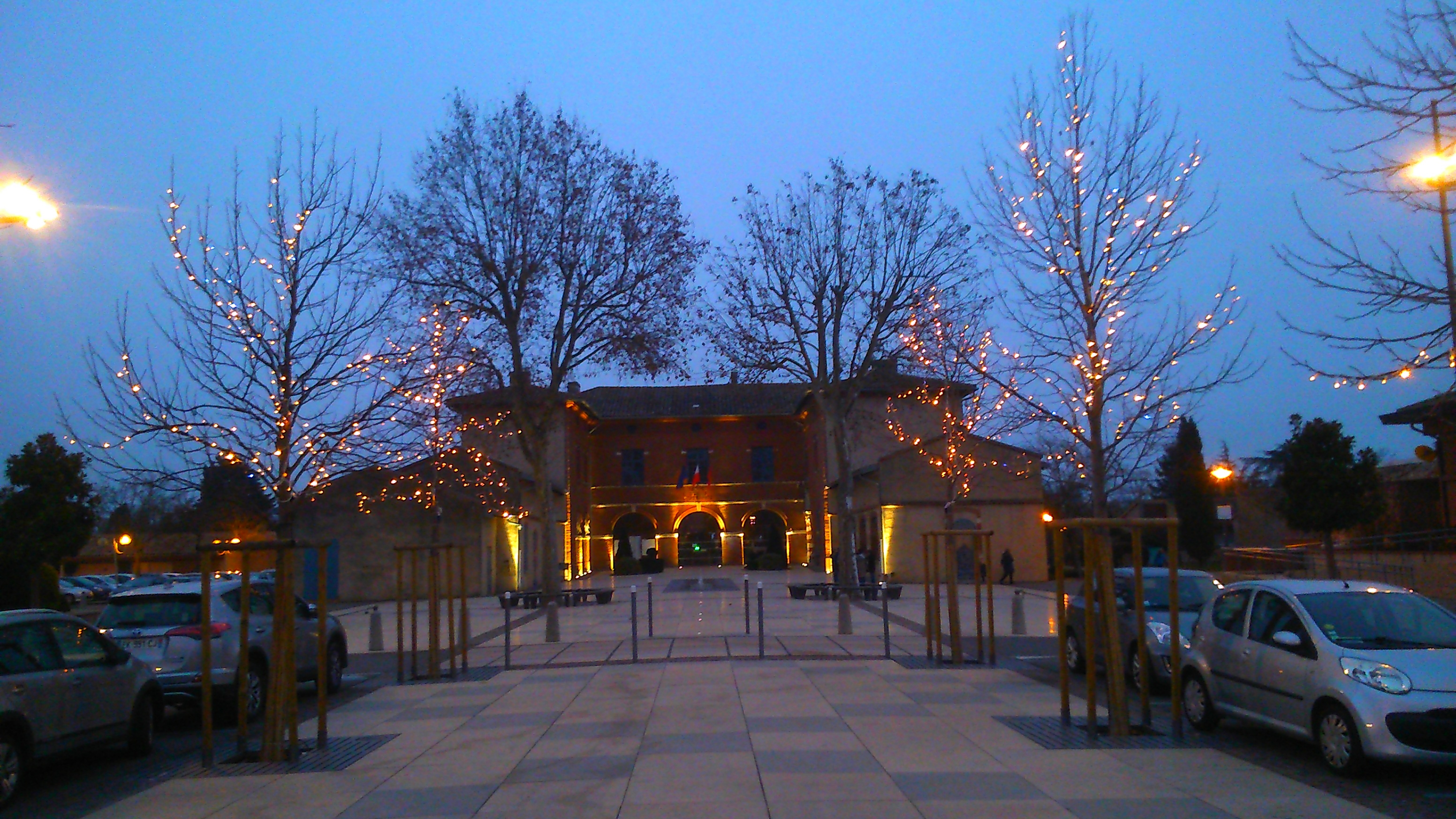
Les illuminations de Noël sur la place de la mairie de Tournefeuille.

Le chemin est naturellement connu, à la fin du Moyen Âge, comme le chemin de Saint-Martin-du-Touch-à-Tournefeuille. Il existait un autre chemin de Tournefeuille, plus important, qui allait à Tournefeuille depuis le faubourg Saint-Cyprien, à la porte de l'Isle (emplacement au carrefour des allées Charles-de-Fitte et de la rue Réclusane) : il était parfois désigné comme le grand chemin de Tournefeuille (actuelles rue Adolphe-Coll, rue et impasse de Roquemaurel, et avenue de Lardenne). C'est finalement le 12 avril 1947 que, à la suite de l'attribution du nom d'Adolphe Coll à la rue de Tournefeuille, le conseil municipal réserva celui de Tournefeuille au chemin actuel.

## Patrimoine et lieux d'intérêt

### Institut national de recherche pour l'agriculture, l'alimentation et l'environnement
Le site de Saint-Martin-du-Touch est un des cinq sites toulousains du centre Occitanie-Toulouse de l'Institut national de recherche pour l'agriculture, l'alimentation et l'environnement (INRAE). Il occupe un emplacement entre le chemin de Tournefeuille et le Touch. Il regroupe depuis 2009 environ 150 chercheurs, ingénieurs et techniciens du laboratoire Toxicologie Alimentaire (ToxAlim), spécialisés dans l'étude de l'alimentation humaine (AlimH) et de la santé animale (SA). La recherche porte sur la toxicité des contaminants des aliments et leurs effets sur la santé humaine et animale, les pathologies, les maladies métaboliques chroniques et les cancers,.

### Fermes et maisons
- no  62 : maison toulousaine (deuxième moitié du XIXe siècle)[4].
- no  76 : ferme (deuxième moitié du XIXe siècle)[5].
- no  130 : ferme (deuxième moitié du XVIIIe siècle)[6].
- no  163 : ferme (deuxième moitié du XIXe siècle)[7].
- no  167 : ferme (premier quart du XXe siècle)[8].
- no  175 : ferme (deuxième moitié du XIXe siècle)[9].
- no  181 : ferme (deuxième moitié du XIXe siècle).
- no  197 : ferme (deuxième moitié du XIXe siècle).
- no  201 : maison (deuxième moitié du XIXe siècle)[10].
- no  202 : ferme (deuxième moitié du XIXe siècle)[11].
- no  211 : maison.
- no  222 : ferme (deuxième moitié du XIXe siècle)[12].
- no  236 : maison (deuxième moitié du XIXe siècle)[13].
- no  240 : maison (deuxième moitié du XIXe siècle)[14].

### Établissements scolaires
- no  135 : école privée La Boétie.

- no  215 : groupe scolaire public Littré.
Le groupe scolaire de Saint-Martin-du-Touch est construit en 1905 sur les plans de l'architecte Gabriel Bréfeil. Il a été nommé d'après Émile Littré (1801-1881), médecin, lexicographe et homme politique français, connu pour son Dictionnaire de la langue française. 
Il se compose de deux bâtiments principaux, disposés perpendiculairement au chemin de Tournefeuille et séparés par la cour de récréation, auxquels ont été accolés des extensions dans la seconde moitié du XXe siècle. Le premier bâtiment, au nord, dévolu à l'école élémentaire, s'ouvre sur la place Paul-Bertier (actuel no 1). Il s'organise de façon symétrique sur deux niveaux et dix-huit travées. La façade est enduite et percée de fenêtres rectangulaires en rez-de-chaussée et segmentaires à l'étage. Les quatre travées latérales sont en léger avant-corps et surmontées d'un toit en pavillon. Les jambages des huit fenêtres latérales et les angles de la façade ont un décor de chaînes crénelées en brique. Le second bâtiment, qui abrite l'école maternelle, est accessible depuis le chemin de Tournefeuille (actuel no 215). Il est entièrement en rez-de-chaussée. Des extensions ont été construites à l'est et au nord[15].

### Parcs et jardins publics
- Coulée verte du Touch
- Parc Fleurance